# Distritos do Botswana

Distritos de Botswana. Os sete distritos urbanos não estão inclusos.

Botswana é dividido em 17 distritos: dez distritos rurais e sete distritos urbanos. São administrados por 16 autoridades locais - conselhos distritais, conselhos municipais ou conselhos de vila.
| Distrito        | População | Área (km2) | Densidade (pop./km2) |
| --------------- | --------- | ---------- | -------------------- |
| Gaborone        | 231 592   | 169        | 1 370                |
| Francistown     | 98 961    | 79         | 1 253                |
| Lobatse         | 29 007    | 42         | 691                  |
| Selebi-Phikwe   | 49 411    | 50         | 990                  |
| Jwaneng         | 18 008    | 100        | 180                  |
| Orapa           | 9 531     | 17         | 561                  |
| Sowa            | 3 598     | 159        | 22,63                |
| Distrito do Sul | 196 767   | 28 470     | 6,9465               |
| Sudeste         | 85 014    | 1 780      | 47,76                |
| Kweneng         | 304 549   | 31 100     | 9,793                |
| Kgatleng        | 91 660    | 7 960      | 11,515               |
| Central         | 576 064   | 142 076    | 4,054                |
| Nordeste        | 60 264    | 5 120      | 11,77                |
| Noroeste        | 152 284   | 109 130    | 1,395                |
| Chobe           | 23 347    | 20 800     | 1,12                 |
| Ghanzi          | 43 095    | 117 910    | 0,365                |
| Kgalagadi       | 50 792    | 105 200    | 0,482                |
| Total           | 2 024 904 | 570 162    | 3,551                |